# Quercus orocantabrica
Quercus orocantabrica är en bokväxtart som beskrevs av Rivas Mart. och Al. Quercus orocantabrica ingår i släktet ekar, och familjen bokväxter. Inga underarter finns listade.